# Cristian Colmán
Cristian Colmán,  né le 26 février 1994 à San Cosme y Damián est un footballeur paraguayen. Il évolue au poste d'attaquant au Club Nacional.

## Biographie

### Carrière en club
Avec le Club Nacional, il joue quatre matchs en Copa Sudamericana, inscrivant un but.
Le 26 janvier 2017, Colmán signe un contrat de jeune joueur désigné avec la MLS et rejoint le FC Dallas. Son passage à Dallas est décevant car il n'arrive pas à s'imposer dans la formation texane au cours de ses deux premières saisons et se blesse aux ligaments croisés fin 2018. Naturellement, son contrat n'est pas renouvelé le 29 octobre 2019 après une saison complète hors des terrains.

## Palmarès
Il remporte l'USL League One en 2019, la troisième division étatsunienne avec North Texas SC, l'équipe réserve du FC Dallas.
Cristian Colmán est ensuite champion d'Équateur en 2020 avec le Barcelona SC.